# Baryscapus americanus
Baryscapus americanus är en stekelart som först beskrevs av William Harris Ashmead 1888.  Baryscapus americanus ingår i släktet Baryscapus och familjen finglanssteklar. Inga underarter finns listade.